# Musée archéologique national de Tarquinia
Pour les articles homonymes, voir Musée archéologique national.
Le musée archéologique national de Tarquinia   (Museo Nazionale Tarquiniese en italien) est le musée archéologique de la ville de Tarquinia, dans le nord du Latium, consacré principalement aux vestiges étrusques.
Il est hébergé dans le palazzo Vitelleschi, piazza Cavour, dans la ville médiévale.

## Historique
Le Palazzo Vitelleschi a été construit entre 1436 et 1439 pour le cardinal de Corneto, l'ancien nom de Tarquinia. Après la mort du cardinal, le palais servit d'escale aux papes. Au fil du temps, la famille Soderini est devenue son nouveau propriétaire et le palais a été transformé en hôtel.
En 1900, le palais est acquis par la ville de Tarquinia, qui en fait don à l'État italien en 1916. L'État avec l'intention d'utiliser le palais pour le musée actuel, l'ouvre en 1924. Il était le résultat de la fusion de la collection municipale et la collection privée des comtes Bruschi-Falgari. Puis la collection s'est enrichie des nombreuses découvertes de l'ancienne ville de Tarquinia et de la nécropole de Monterozzi.

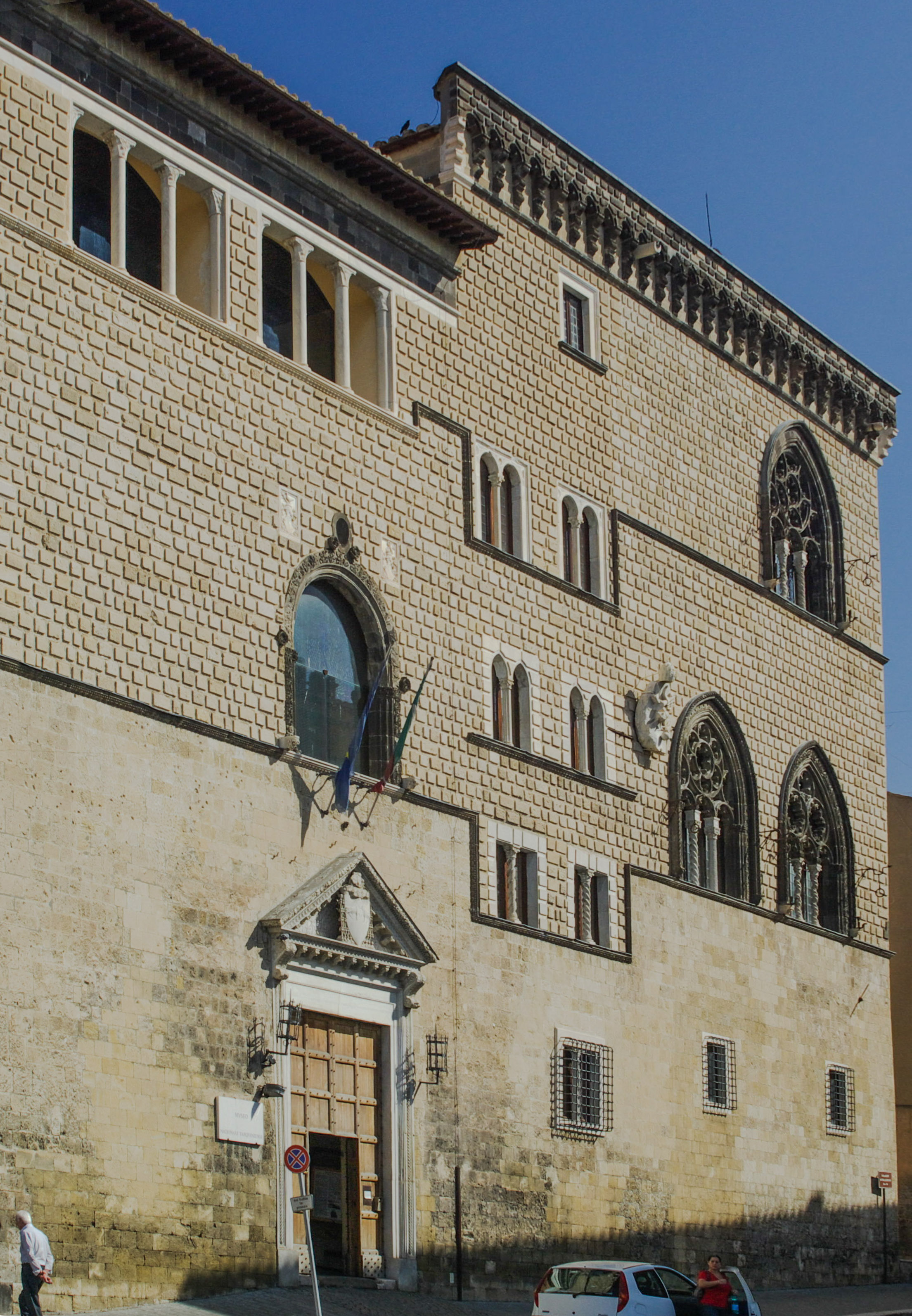
Façade du palais.
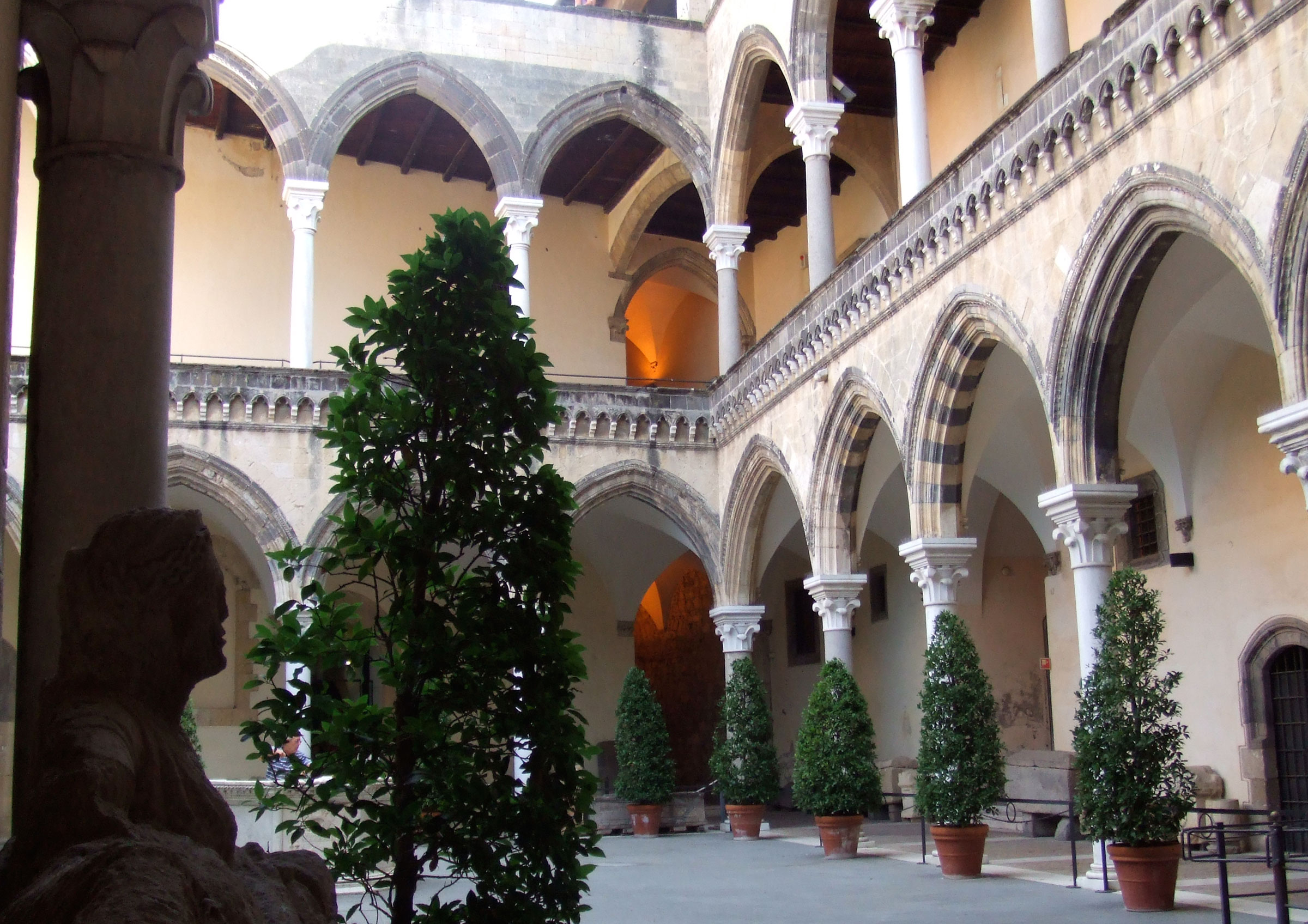
Cour du palais Vitelleschi.

## Collections
Ses collections comprennent, en plus d'expositions très documentées et muséographiées sur les vestiges romains et étrusques, des reconstitutions de tombes restituant les fresques originales transférées de tombes peintes du site proche de Monterozzi, dont celles du Navire, Triclinium, des Biges, des Léopards, des Olympiades, et des figures célèbres comme celles illustrées par le thème du Sarcophage dell'Obeso.
Le palais Vitelleschi comporte trois étages. Au rez-de-chaussée, les sarcophages et autres objets en pierre du milieu du IVe siècle av. J.-C. sont exposés par ordre chronologique. Les sarcophages les plus remarquables sont visibles dans la salle 10. Certains d'entre eux ont été sculptés dans du marbre grec.

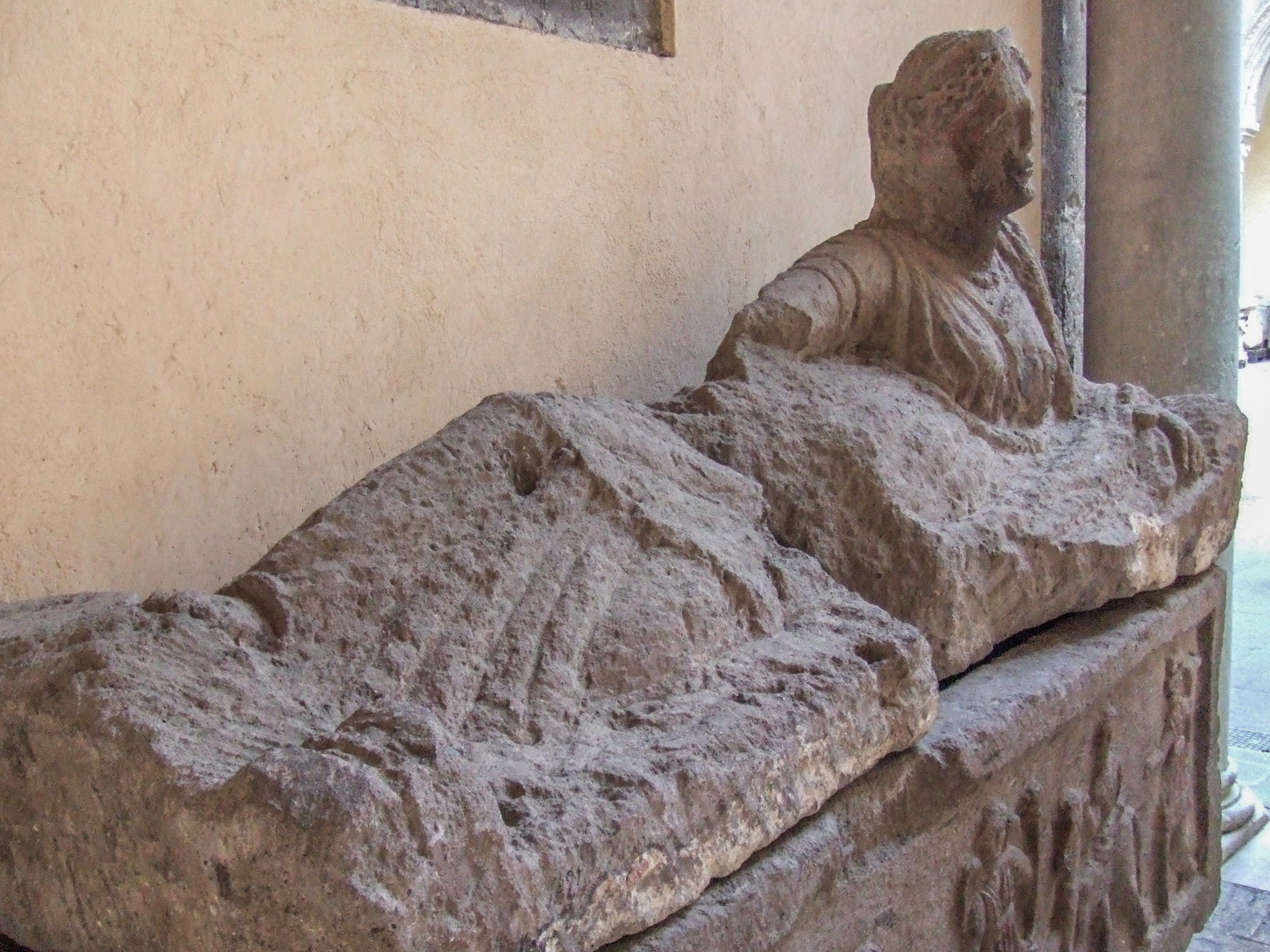
Sarcophage figuré féminin en nenfro.
Scène de triclinium de la tombe des Léopards.
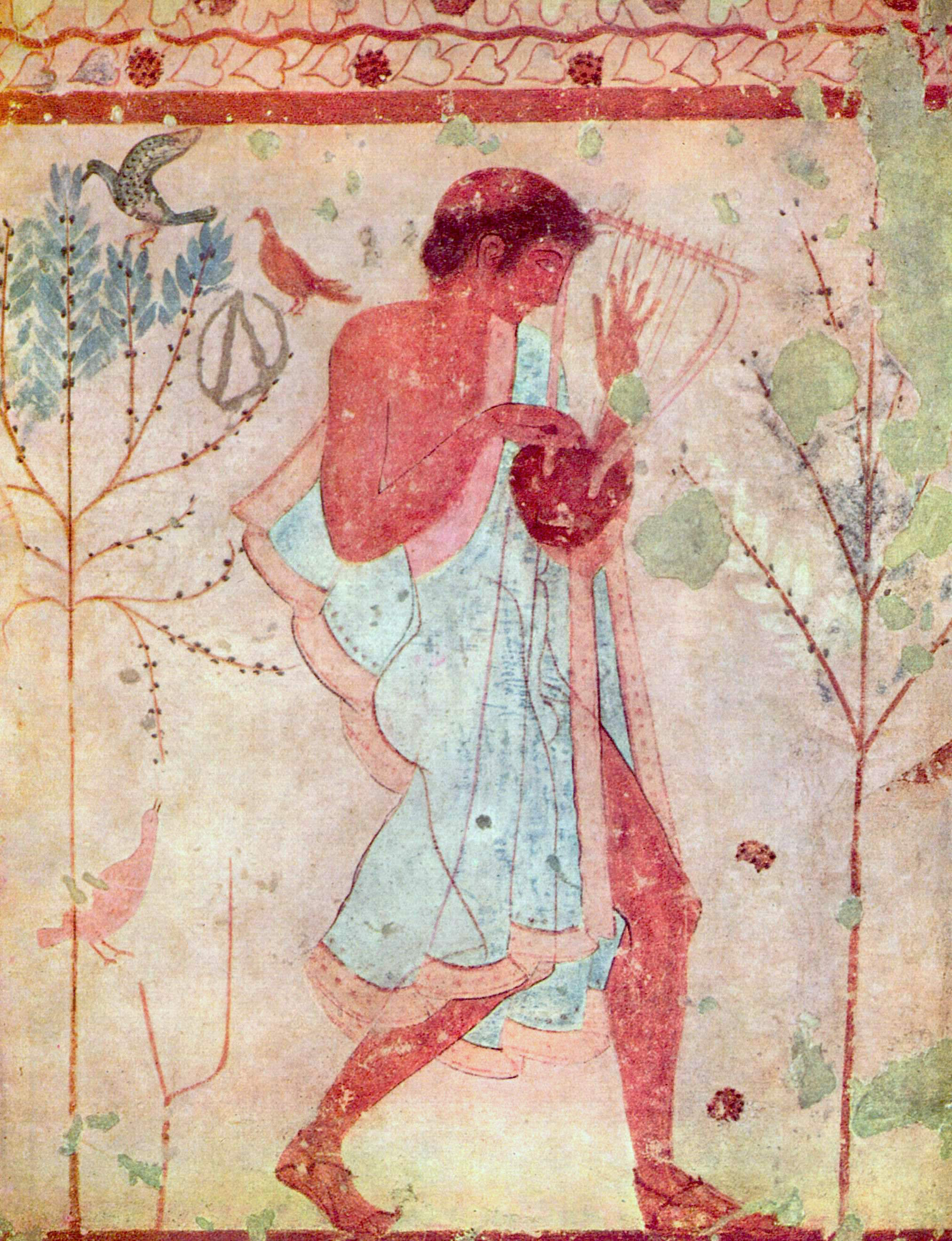
Musicien de la tombe du Triclinium.

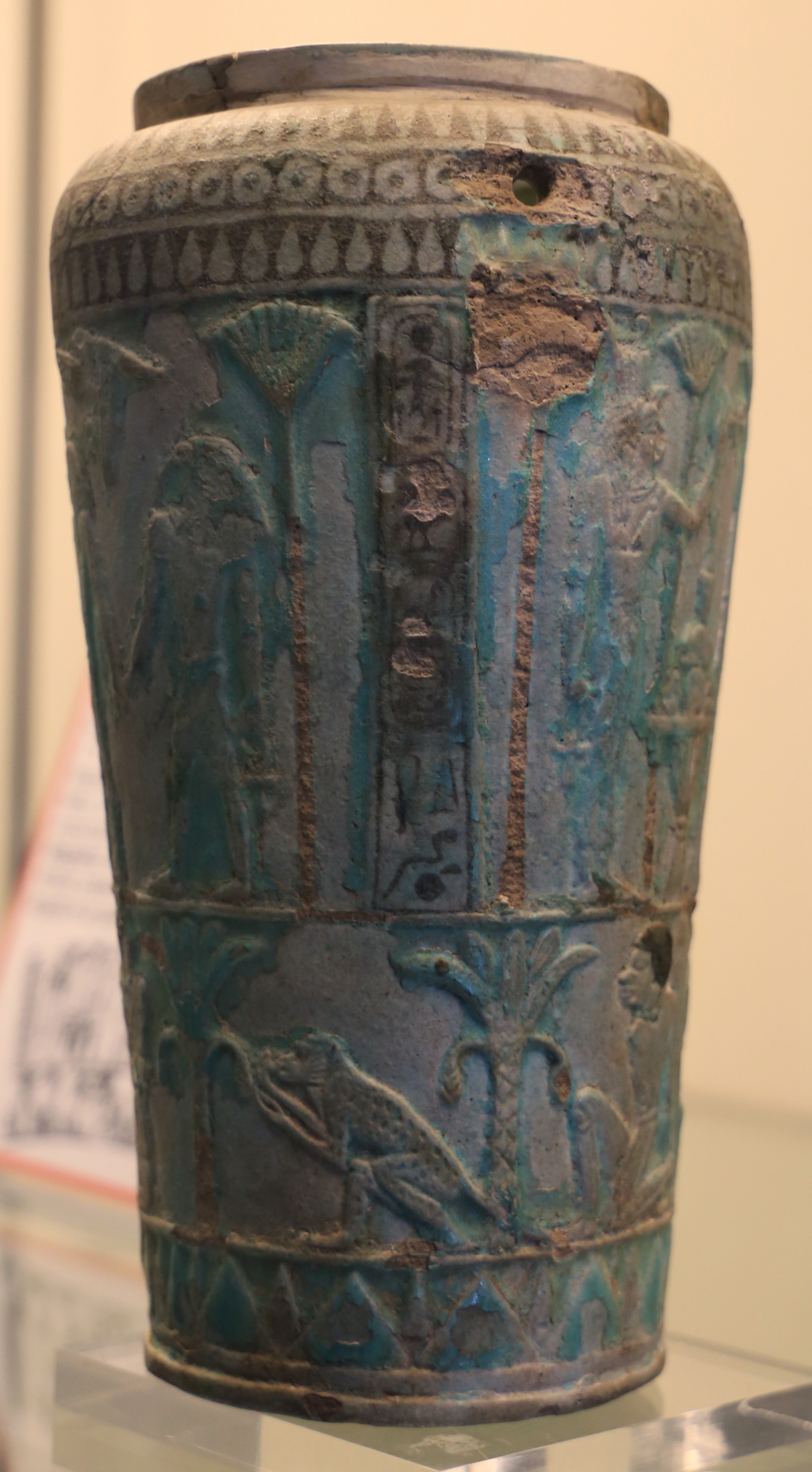
Le vase Bocchoris (XXIVe dynastie égyptienne).

Le premier étage montre la céramique dans l'ordre chronologique, en commençant par la culture villanovienne. Le type de poterie étrusque indigène appelé bucchero et la poterie importée sont exposés ici. La poterie de la période orientalisante et au-delà a été importée de l'Égypte ancienne, de la Phénicie et de la Grèce antique. Parmi ces céramiques figure le vase Bocchoris (en), de la XXIVe dynastie égyptienne. La poterie de Corinthe a été importée en grande quantité de la fin du VIIe au VIe siècle av. J.-C. et imitée par les Étrusques. La vaisselle de bronze date également de la période orientalisante. Vient ensuite la poterie attique à figures noires et à figures rouges du IVe siècle av. J.-C., période classique.
Une collection de monnaies étrusques en bronze est exposée dans la salle de bal. Dans la même pièce se trouvent des pièces d'or de l'Empire romain, trouvées à Gravisca, l'ancien port de Tarquinia, et des bijoux en or. Le premier étage se termine par un ensemble d'ex-voto.

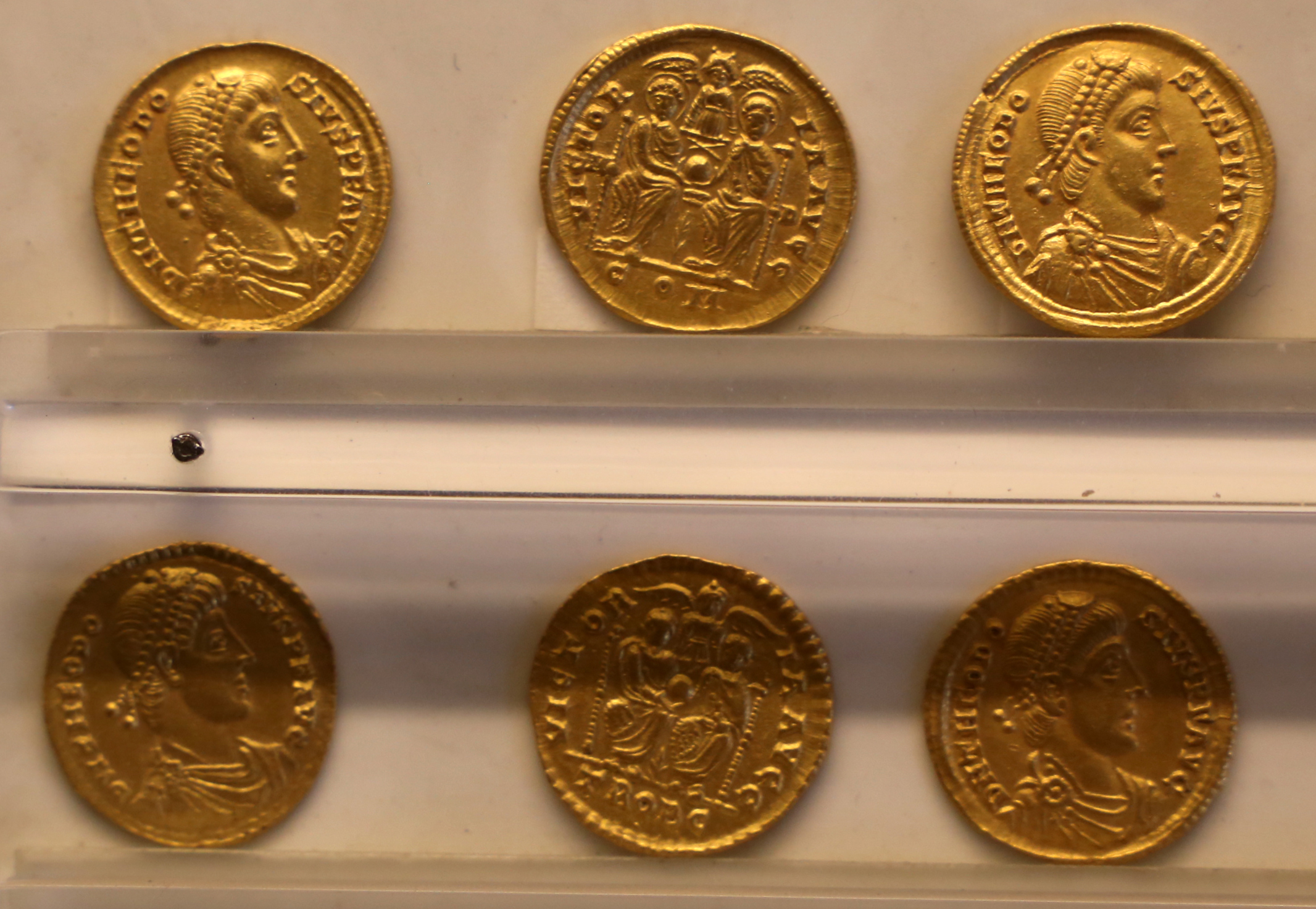
Solidi de Théodose (379-395).
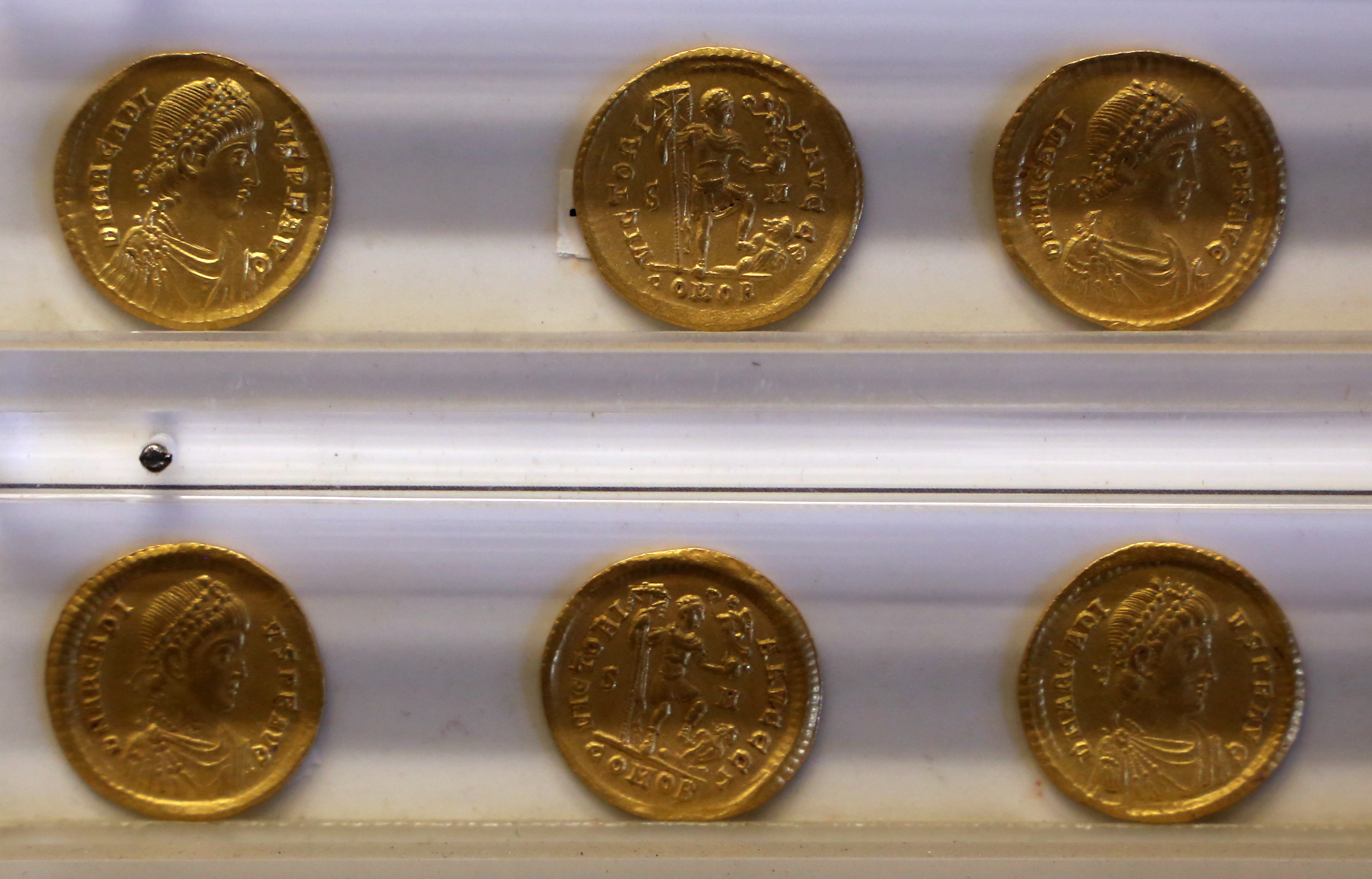
Solidi d'Arcadius (395-408).

Le deuxième étage est un porche carré qui offre une vue sur la ville et la campagne. Cet étage abrite des peintures restaurées des tombes de la nécropole de Monterozzi : tombe du Triclinium, tombe des Biges, tombe des Jeux olympiques et tombe du Navire.
Dans la salle d'armes sont exposés les Cavalli Alati, relief d'une paire de chevaux ailés. Ils décoraient autrefois l'Ara della Regina, temple étrusque de Tarquinia du IVe siècle av. J.-C.

Bas-relief du couple de chevaux ailés de Tarquinia[3].
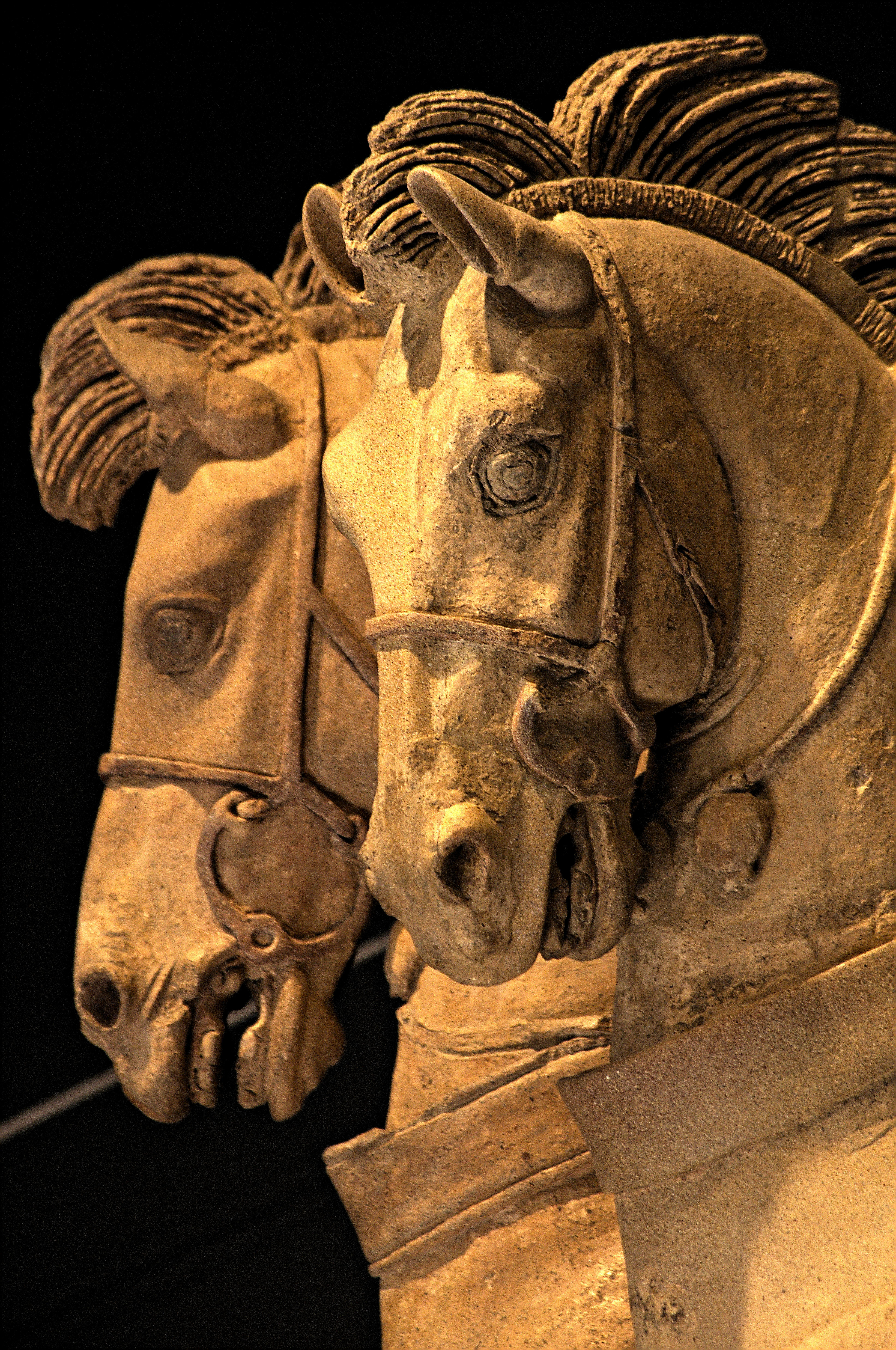
Détail des chevaux ailés.
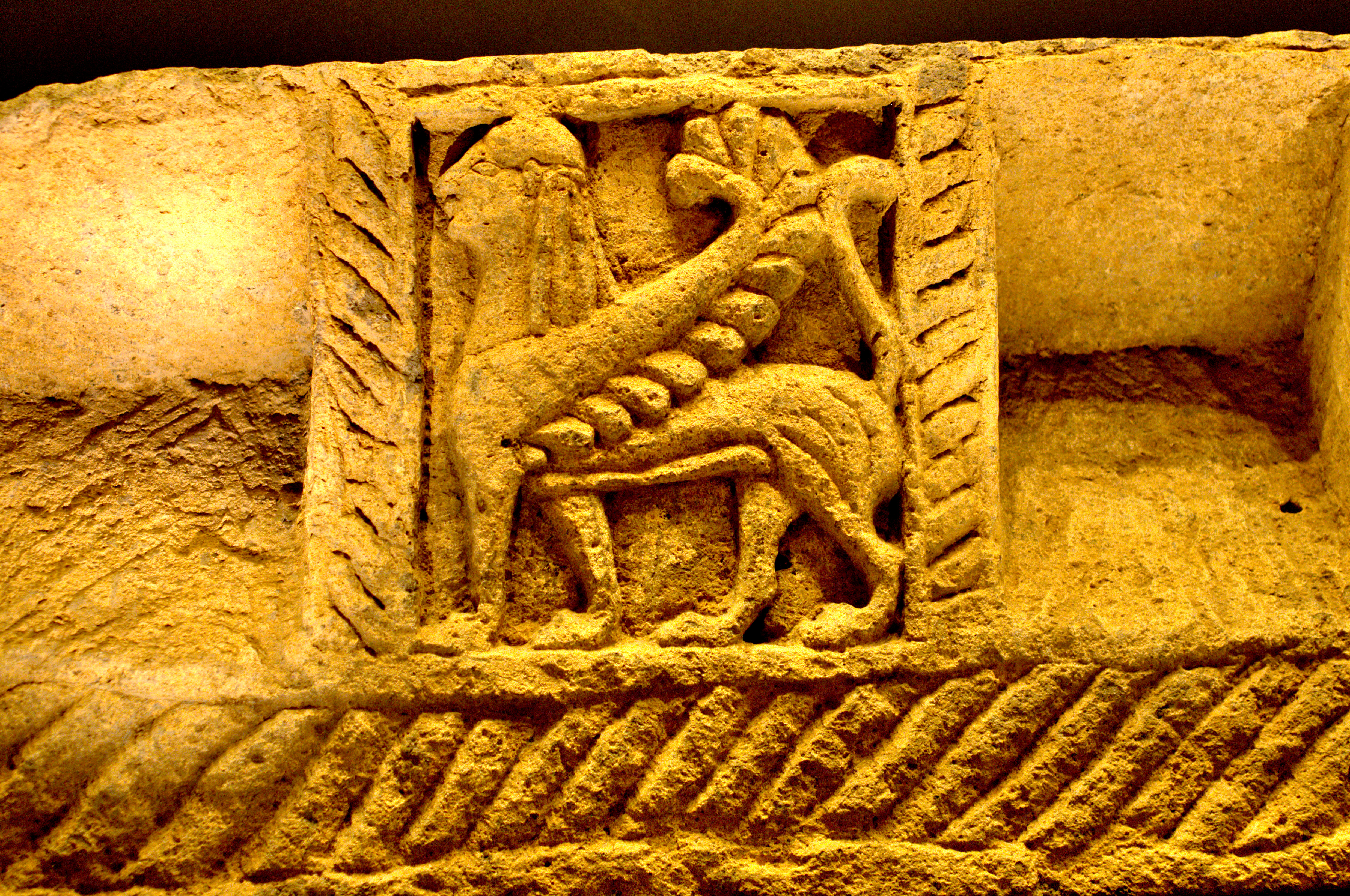
Relief étrusque avec sphinx.
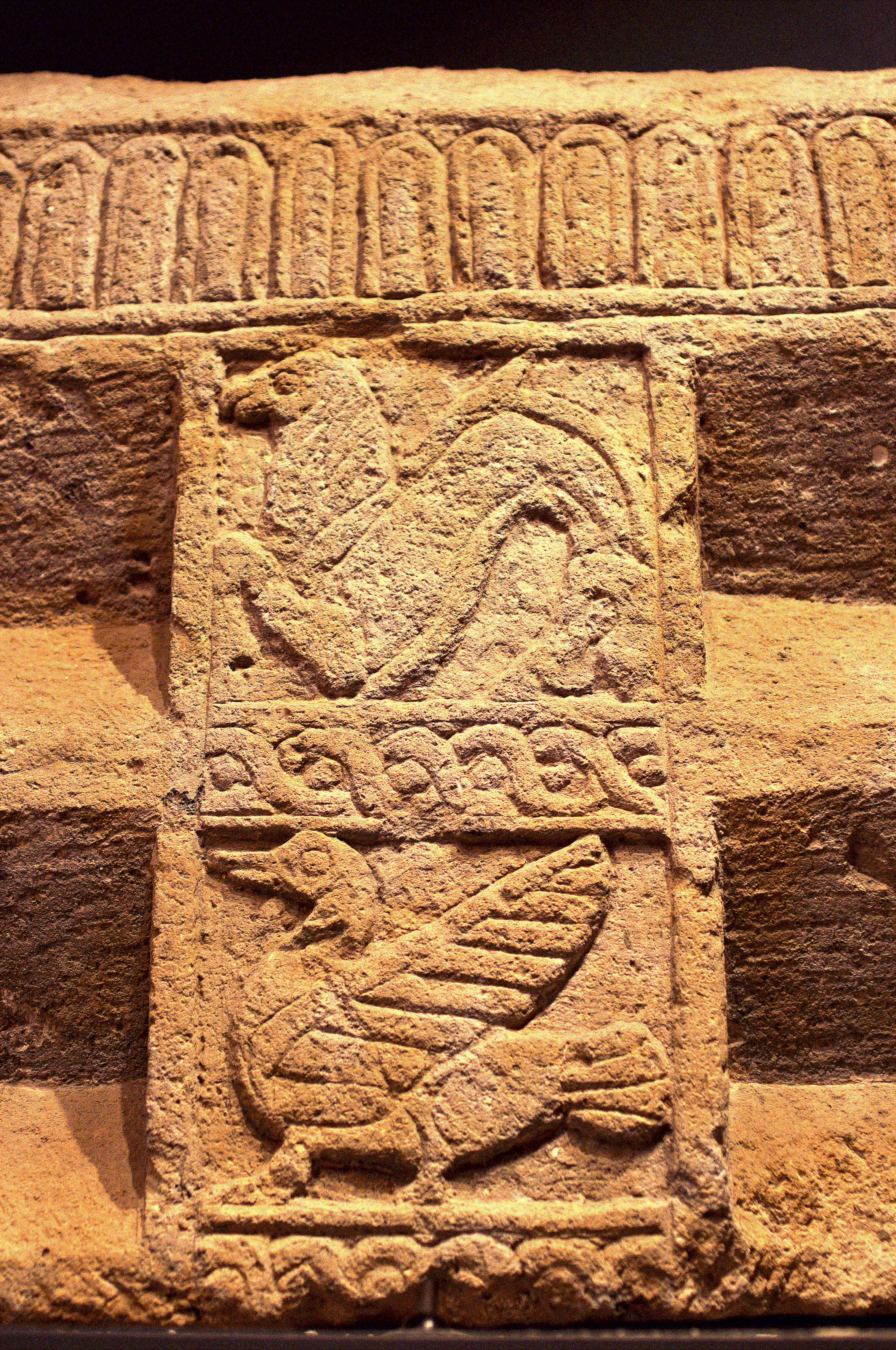
Relief étrusque.